# Robert Stawell Ball
Robert Stawell Ball (Dublin, 1 de julho de 1840 — Cambridge, 25 de novembro de 1913) foi um astrônomo irlandês.
Trabalhou com William Parsons, de 1865 a 1867. Em 1867 foi professor de matemática aplicada no Royal College of Science em Dublin. 
Foi Professor Lowndeano de Astronomia e Geometria.